# گلنش
گِلِنِش (به مجاری:  Gelénes) یک منطقهٔ مسکونی در مجارستان است که در ناحیه واشاروش‌نامنی واقع شده‌است. گلنش ۲۰٫۵۵ کیلومتر مربع مساحت و ۶۱۱ نفر جمعیت دارد.